# San Vicente de Alcántara
San Vicente de Alcántara è un comune spagnolo di 5 861 abitanti situato nella comunità autonoma dell'Estremadura, comarca Tierra de Badajoz.